# Stipa rudis
Stipa rudis là một loài thực vật có hoa trong họ Hòa thảo. Loài này được Spreng. miêu tả khoa học đầu tiên năm 1827.